# Insa Magdalena Steinhaus
Insa Magdalena Steinhaus (* 1979 in Haan, Nordrhein-Westfalen) ist eine deutsche Fernsehschauspielerin.

## Leben
Steinhaus wuchs in Wuppertal auf. Sie spielte in einigen Filmen und Serien mit, unter anderem in SK Kölsch und Nichts bereuen. Bekannt wurde sie durch ihre Rolle als Kati von Sterneck in der ARD-Soap Verbotene Liebe, die sie nach  100 Folgen an Kerstin Landsmann abgab.

## Filmografie (Auswahl)
- 2001: Nichts bereuen
- 2000: Streit um drei, Frühstück bei Garibaldi
- 1999: SK Kölsch, Du sollst nicht stehlen
- 1996: Die Wache
- 1995: Verbotene Liebe

## Theaterstücke (Auswahl)
- Ankomme Dienstag – Stop – Fall nicht in Ohnmacht
- Der Raub der Sabinerinnen
- Ein Mädchen zum Verlieben – Comödie Wuppertal
- Ein Traum von Hochzeit
- Harold und Maude
- Schöne Überraschung